# 2013년 한국프로야구 신인 드래프트
2013년 한국프로야구 신인선수 지명회의는 2012년 8월 20일 서울 강남구 르네상스 서울호텔 3층 다이아몬드볼룸에서 진행되었다. 이번 드래프트는 MBC 스포츠+를 통해 TV로 생중계되며 인터넷 등을 비롯한 여러 매체를 통해서도 생중계된다. 이번 드래프트는 KBO 리그 신생 제 9구단인 NC 다이노스가 참가하는 두 번째 신인 선수 지명회의이다.

## 대상인원
고등학교 졸업 선수와 대학 졸업 선수들을 합쳐 약 670여 명이 드래프트에 신청했다.

## 지명결과

### NC 다이노스우선지명선수
NC 다이노스는 이날 신인지명회의 전에 우선지명 선수를 발표하였다.
| 소속팀 | 성명   | 포지션 |
| ------ | ------ | ------ |
| 북일고 | 윤호솔 | 투수   |
| 영남대 | 이성민 | 투수   |

### 드래프트 결과
| 라운드      | 넥센 | 한화 | LG | 두산 | KIA | 롯데 | SK | 삼성 | NC                     |
| ----------- | --- | --- | --- | --- | --- | --- | --- | --- | ---------------------- |
| 1           | 조상우 (대전고,투수) | 조지훈 (장충고,투수) | 강승호 (북일고,내야수)                                                                                                  | 김인태 (북일고,외야수)                                                                                                  | 손동욱 (단국대,투수) | 송주은 (부산고,투수) | 이경재 (부산고,투수) | 정현 (부산고,내야수) | 장현식 (서울고,투수)   |
| 2           | 하해웅 (동국대,투수) | 김강래 (강릉고,투수) | 배재준 (상원고,투수) | 이우성 (대전고,외야수)                                                                                                  | 이홍구 (단국대,포수) | 박진형 (강릉고,투수) | 이석재 (경남대,투수) | 김영환 (신일고,내야수)                                                                                                  | 손정욱 (경희대,투수)   |
| NC 특별지명 | 2라운드 종료 후 NC 다이노스에서 신생 팀의 조건으로 3명을 특별 지명하였다. 이들의 지명 순번은 전체 19번, 20번, 21번이다. | 2라운드 종료 후 NC 다이노스에서 신생 팀의 조건으로 3명을 특별 지명하였다. 이들의 지명 순번은 전체 19번, 20번, 21번이다. | 2라운드 종료 후 NC 다이노스에서 신생 팀의 조건으로 3명을 특별 지명하였다. 이들의 지명 순번은 전체 19번, 20번, 21번이다. | 2라운드 종료 후 NC 다이노스에서 신생 팀의 조건으로 3명을 특별 지명하였다. 이들의 지명 순번은 전체 19번, 20번, 21번이다. | 2라운드 종료 후 NC 다이노스에서 신생 팀의 조건으로 3명을 특별 지명하였다. 이들의 지명 순번은 전체 19번, 20번, 21번이다. | 2라운드 종료 후 NC 다이노스에서 신생 팀의 조건으로 3명을 특별 지명하였다. 이들의 지명 순번은 전체 19번, 20번, 21번이다. | 2라운드 종료 후 NC 다이노스에서 신생 팀의 조건으로 3명을 특별 지명하였다. 이들의 지명 순번은 전체 19번, 20번, 21번이다. | 2라운드 종료 후 NC 다이노스에서 신생 팀의 조건으로 3명을 특별 지명하였다. 이들의 지명 순번은 전체 19번, 20번, 21번이다. | 윤강민 (인하대,투수)   |
| NC 특별지명 | 2라운드 종료 후 NC 다이노스에서 신생 팀의 조건으로 3명을 특별 지명하였다. 이들의 지명 순번은 전체 19번, 20번, 21번이다. | 2라운드 종료 후 NC 다이노스에서 신생 팀의 조건으로 3명을 특별 지명하였다. 이들의 지명 순번은 전체 19번, 20번, 21번이다. | 2라운드 종료 후 NC 다이노스에서 신생 팀의 조건으로 3명을 특별 지명하였다. 이들의 지명 순번은 전체 19번, 20번, 21번이다. | 2라운드 종료 후 NC 다이노스에서 신생 팀의 조건으로 3명을 특별 지명하였다. 이들의 지명 순번은 전체 19번, 20번, 21번이다. | 2라운드 종료 후 NC 다이노스에서 신생 팀의 조건으로 3명을 특별 지명하였다. 이들의 지명 순번은 전체 19번, 20번, 21번이다. | 2라운드 종료 후 NC 다이노스에서 신생 팀의 조건으로 3명을 특별 지명하였다. 이들의 지명 순번은 전체 19번, 20번, 21번이다. | 2라운드 종료 후 NC 다이노스에서 신생 팀의 조건으로 3명을 특별 지명하였다. 이들의 지명 순번은 전체 19번, 20번, 21번이다. | 2라운드 종료 후 NC 다이노스에서 신생 팀의 조건으로 3명을 특별 지명하였다. 이들의 지명 순번은 전체 19번, 20번, 21번이다. | 김정수 (원광대,내야수) |
| NC 특별지명 | 2라운드 종료 후 NC 다이노스에서 신생 팀의 조건으로 3명을 특별 지명하였다. 이들의 지명 순번은 전체 19번, 20번, 21번이다. | 2라운드 종료 후 NC 다이노스에서 신생 팀의 조건으로 3명을 특별 지명하였다. 이들의 지명 순번은 전체 19번, 20번, 21번이다. | 2라운드 종료 후 NC 다이노스에서 신생 팀의 조건으로 3명을 특별 지명하였다. 이들의 지명 순번은 전체 19번, 20번, 21번이다. | 2라운드 종료 후 NC 다이노스에서 신생 팀의 조건으로 3명을 특별 지명하였다. 이들의 지명 순번은 전체 19번, 20번, 21번이다. | 2라운드 종료 후 NC 다이노스에서 신생 팀의 조건으로 3명을 특별 지명하였다. 이들의 지명 순번은 전체 19번, 20번, 21번이다. | 2라운드 종료 후 NC 다이노스에서 신생 팀의 조건으로 3명을 특별 지명하였다. 이들의 지명 순번은 전체 19번, 20번, 21번이다. | 2라운드 종료 후 NC 다이노스에서 신생 팀의 조건으로 3명을 특별 지명하였다. 이들의 지명 순번은 전체 19번, 20번, 21번이다. | 2라운드 종료 후 NC 다이노스에서 신생 팀의 조건으로 3명을 특별 지명하였다. 이들의 지명 순번은 전체 19번, 20번, 21번이다. | 박으뜸 (경남대,외야수) |
| 3           | 김민준 (북일고,내야수)                                                                                                  | 한승택 (덕수고,포수) | 이윤학 (신일고,투수) | 정혁진 (북일고,투수) | 이효상 (경희대,투수) | 송창현 (국제대,투수) | 김사윤 (화순고,투수) | 박재근 (부산공고,투수)                                                                                                  | 임정호 (성균관대,투수) |
| 4           | 김성진 (선린인터넷고,투수)                                                                                              | 이충호 (충암고,투수) | 심재윤 (북일고,외야수)                                                                                                  | 장승현 (제물포고,포수)                                                                                                  | 박효일 (동의대,내야수)                                                                                                  | 조홍석 (원광대,외야수)                                                                                                  | 최민재 (화순고,외야수)                                                                                                  | 송준석 (장충고,외야수)                                                                                                  | 윤형준 (진흥고,외야수) |
| 5           | 신명수 (울산공고,투수)                                                                                                  | 조정원 (건국대,내야수)                                                                                                  | 안진근 (경기고,내야수)                                                                                                  | 함덕주 (원주고,투수) | 고장혁 (성균관대,내야수)                                                                                                | 백동훈 (중앙대,외야수)                                                                                                  | 류효용 (상원고,외야수)                                                                                                  | 이흥련 (홍익대,포수) | 유영준 (덕수고,내야수) |
| 6           | 이상호 (경기고,외야수)                                                                                                  | 장운호 (배재고,외야수)                                                                                                  | 백남원 (포철공고,투수)                                                                                                  | 천영웅 (인천고,투수) | 고영창 (연세대,투수) | 구승민 (홍익대,투수) | 유영하 (충훈고,투수) | 김성표 (휘문고,내야수)                                                                                                  | 김병승 (연세대,투수)   |
| 7           | 조성운 (한양대,투수) | 권시훈 (대구고,포수) | 오상엽 (제물포고,내야수)                                                                                                | 송주영 (북일고,투수) | 박준표 (동강대,투수) | 고도현 (동의대,외야수)                                                                                                  | 정효원 (강릉영동대,내야수)                                                                                              | 윤대경 (인천고,투수) | 이상민 (동의대,투수)   |
| 8           | 장시윤 (인천고,내야수)                                                                                                  | 김종수 (울산공고,투수)                                                                                                  | 김재민 (동아대,포수) | 홍성은 (진흥고,내야수)                                                                                                  | 박찬 (단국대,외야수) | 이종하 (화순고,포수) | 성양민 (세계사이버대,투수)                                                                                              | 이재익 (유신고,투수) | 최재원 (연세대,내야수) |
| 9           | 김경오 (인하대,포수) | 이석현 (덕수고,외야수)                                                                                                  | 채우석 (계명대,외야수)                                                                                                  | 고동현 (야탑고,내야수)                                                                                                  | 최준식 (경기고,외야수)                                                                                                  | 임종혁 (동국대,내야수)                                                                                                  | 모상영 (송원대,내야수)                                                                                                  | 곽병선 (동성고,외야수)                                                                                                  | 권희동 (경남대,내야수) |
| 10          | 박민성 (홍익대,내야수)                                                                                                  | 김승현 (청주고,내야수)                                                                                                  | 김동영 (동국대,외야수)                                                                                                  | 계정웅 (신일고,내야수)                                                                                                  | 윤민섭 (고려대,외야수)                                                                                                  | 정준혁 (부산고,외야수)                                                                                                  | 김정후 (단국대,투수) | 라준성 (고려대,내야수)                                                                                                  | 장동우 (한양대,내야수) |

- 'ㄹ'자 방식으로 지명 순서를 정함.
- 2라운드 지명 종료후 NC 다이노스가 특별 지명 3장을 행사한다.

## 에피소드
- NC 다이노스의 4라운드 지명을 받은 윤대영은 이종범 외조카이다.
- 두산 베어스의 4라운드 지명을 받은 장승현은 장광호 LG 트윈스 배터리 코치의 아들이다.
- SK 와이번스의 9라운드 지명을 받은 모상영은 kt 위즈의 내야수 모상기의 동생이다.
- 두산 베어스는 고졸출신 선수를 10명 지명했지만, 반면 KIA 타이거즈는 대졸출신 선수를 9명 지명했다.
- 천안북일고등학교 출신 선수들이 8명이나 지명되었다.
- 반면, 전통적으로 강세를 보여온 광주, 전남지역 고교는 상위라운드에 한 명만 지명되었다.

## 출신학교 별 정리

### 서울
- 장충고등학교 : 조지훈(한화, 1라운드), 이홍구(단국대 - KIA, 2라운드), 송준석(삼성, 4라운드)
- 서울고등학교 : 장현식(NC, 1라운드), 김경오(인하대 - 넥센, 9라운드)
- 덕수고등학교 : 손정욱(경희대 - NC, 2라운드), 한승택(한화, 3라운드), 유영준(NC, 5라운드), 이혁수(한화, 9라운드), 박민성(홍익대 - 넥센, 10라운드)
- 신일고등학교 : 김영환(삼성, 2라운드), 임정호(성균관대 - NC, 3라운드), 이윤학(LG, 3라운드), 조덕길(한양대 - 넥센, 7라운드), 계정웅(두산, 10라운드)
- 청원고등학교 : 김정수(원광대 - NC, 특별지명), 구승민(홍익대 - 롯데, 6라운드)
- 충암고등학교 : 이효상(경희대 - KIA, 3라운드), 이충호(한화, 4라운드), 김동영(동국대 - LG, 10라운드)
- 선린인터넷고등학교 : 김성진(넥센, 4라운드)
- 배명고등학교 : 조홍석(원광대 - 롯데, 4라운드), 임종혁(동국대 - 롯데, 9라운드)
- 성남고등학교 : 백민기(중앙대 - 롯데, 5라운드), 박찬(단국대 - KIA, 8라운드)
- 경기고등학교 : 안진근(LG, 5라운드), 이상호(넥센, 6라운드), 최준식(KIA, 9라운드), 장동우(한양대 - NC, 10라운드)
- 휘문고등학교 : 김성표(삼성, 6라운드)
- 배재고등학교 : 장운호(한화. 6라운드)
- 중앙고등학교 : 박준표(동강대 - KIA, 7라운드)
- 경동고등학교 : 김경근(단국대 - SK, 10라운드)

### 인천
- 제물포고등학교 : 장승현(두산, 4라운드), 정효원(영동대 - SK, 7라운드), 오상엽(LG, 7라운드)
- 인천고등학교 : 천영웅(KIA, 5라운드), 윤대경(삼성, 7라운드), 장시윤(넥센, 8라운드)

### 경기
- 부천고등학교 : 손동욱(단국대 - KIA, 1라운드)
- 야탑고등학교 : 송창현(제주국제대 - 한화, 3라운드), 이흥련(홍익대 - 삼성, 5라운드), 조정원(건국대 - 한화, 5라운드), 고동현(두산, 9라운드)
- 충훈고등학교 : 유영하(SK, 5라운드), 성양민(세계사이버대 - SK, 8라운드)
- 유신고등학교 : 이재익(삼성, 8라운드)
- 안산공업고등학교 : 모상영(송원대 - SK, 9라운드)

### 충청
- 천안북일고등학교 : 윤형배(NC, 우선지명), 강승호(LG, 1라운드), 김인태(두산, 1라운드), 윤강민(인하대 - NC, 특별지명), 정혁진(두산, 3라운드), 김민준(넥센, 3라운드), 심재윤(LG, 4라운드), 송주영(두산, 7라운드)
- 대전고등학교 : 조상우(넥센, 1라운드), 이우성(두산, 2라운드)
- 세광고등학교 : 박으뜸(경남대 - NC, 특별지명)
- 청주고등학교 : 채우석(계명대 - LG, 9라운드), 김승현(한화, 10라운드)

### 강원
- 원주고등학교 : 이석재(경남대 - SK, 2라운드), 함덕주(두산, 5라운드)
- 강릉고등학교 : 박진형(롯데, 2라운드), 김강래(한화, 2라운드)

### 대구, 경북
- 경북고등학교 : 이성민(영남대 - NC, 우선지명), 이상민(동의대 - NC, 7라운드)
- 대구상원고등학교 : 배재준(LG, 2라운드), 박효일(동의대 - KIA, 4라운드), 류효용(SK, 5라운드), 권시훈(한화, 7라운드), 라준성(고려대 - 삼성, 10라운드)
- 포철공업고등학교 : 백남원(LG, 5라운드)
- 대구고등학교 : 고도현(동의대 - 롯데, 7라운드)
- 경주고등학교 : 권희동(경남대 - NC, 9라운드)

### 부산, 경남
- 부산고등학교 : 송주은(롯데, 1라운드), 이경재(SK, 1라운드), 정현(삼성, 1라운드), 김병승(연세대 - NC, 6라운드), 정준혁(롯데, 10라운드)
- 김해고등학교 : 하해웅(동국대 - 넥센, 2라운드)
- 부산공업고등학교 : 박재근(삼성, 3라운드)
- 울산공업고등학교 : 신명수(넥센, 5라운드), 김종수(한화, 8라운드)
- 경남고등학교 : 김재민(동아대 - LG, 8라운드)
- 마산고등학교 : 최재원(연세대 - NC, 8라운드)

### 광주, 전남
- 화순고등학교 : 김정빈(SK, 3라운드), 최민재(SK, 4라운드), 이종하(롯데, 8라운드)
- 광주진흥고등학교 : 윤대영(NC, 4라운드), 고영창(연세대 - KIA, 6라운드), 홍성은(두산, 8라운드)
- 광주동성고등학교 : 고영우(성균관대 - KIA, 5라운드), 곽병선(삼성, 9라운드)
- 광주제일고등학교 : 윤민섭(고려대 - KIA, 10라운드)

## 참조
1. ↑  시즌 시작 전에 임의탈퇴 되었다.
2. ↑  동국대 진학
3. ↑  경희대 진학
4. ↑  고려대 진학
5. ↑  건국대 진학, 2017년도 두산에 신고선수로 입단.